# Ismail Khan

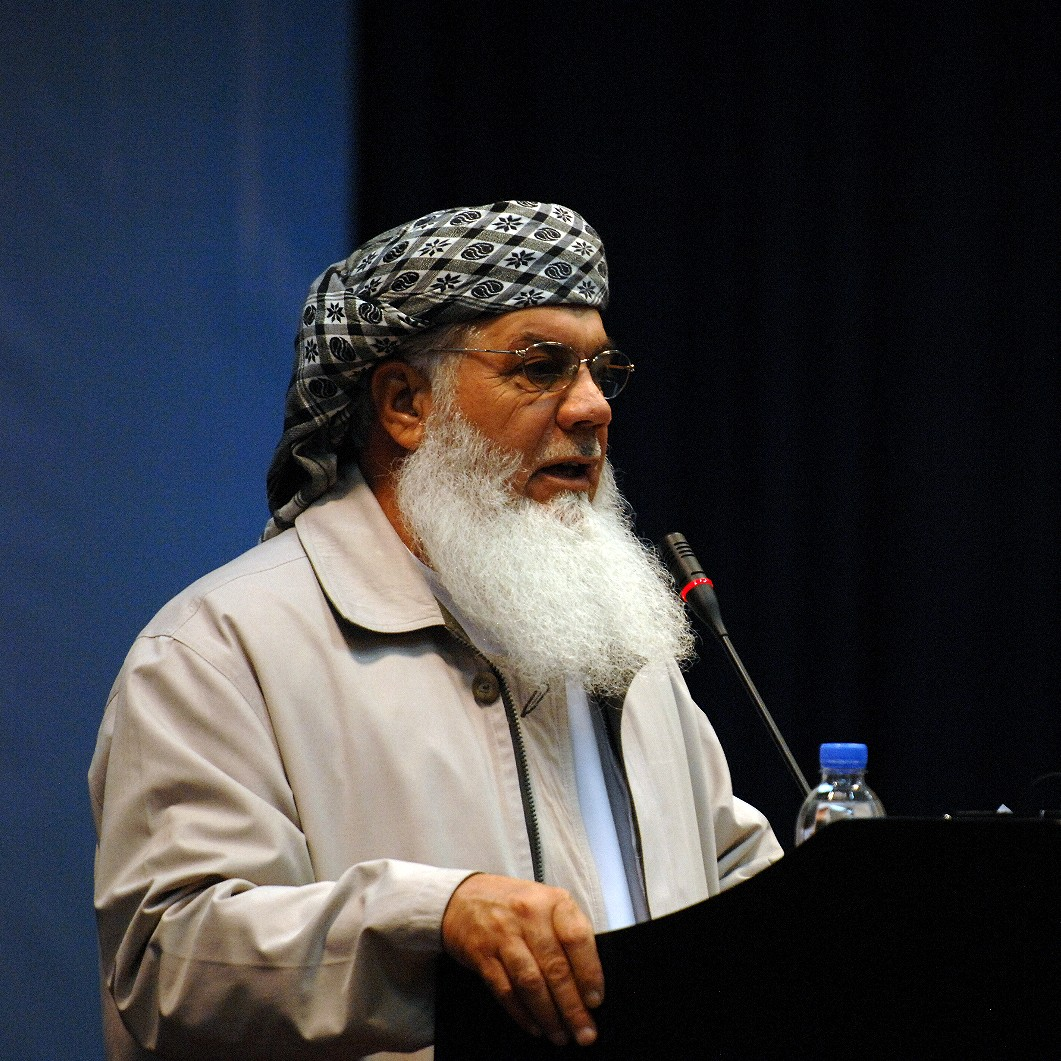
Ismail em 2010

Ismail Khan (n. 1946) é um político afegão, de etnia tajique de Herate, sunita, ex- ministro da energia e um dos mais poderosos homens do seu país. 
Desde 1979, lutou como comandante dos mujahidin durante a invasão soviética do Afeganistão, quando foi um aliado chave da Aliança do Norte. Posteriormente governador da província de Herat, é um dos principais líderes do partido Jamiat-e Islami e do recém criado partido da Frente Nacional Unida.
Em março de 1979 Ismail Khan era um capitão do exército afegão, servindo na cidade de Herat, quando liderou a guarnição local em uma revolta contra o conselheiros políticos soviéticos baseados em Herat. O governo comunista chefiado por Nur Mohammed Taraki respondeu destruindo a cidade - com armamento soviético - e matando cerca de 24.000 pessoas em menos de uma semana (Ver: Insurreição em Herat de 1979). Esse evento marcou o início da rebelião que levou os soviéticos a invadirem o Afeganistão, em dezembro de 1979. 
Com Ahmad Shah Massoud, Ismail Khan tornou-se então um dos principais chefes mujahidin do norte afegão, combatendo o Exército Vermelho até que este se retirou, em 1989. Durante a guerra que se seguiu, Ismail Khan foi o líder militar da parte ocidental do país, sob o domínio de Burhanuddin Rabbani (presidente do Afeganistão, de  1992 a 1996), do Jamiat-e-Islami. Em 1992,  quando os mujahidins ocuparam a área, Ismail Khan defendeu sua província contra o Talibã, em cooperação com Massoud.  Chegou mesmo a atacar o Talibã no seu reduto, em Candaar, mas foi repelido. Tornou-se governador de Herat, posição que manteve até 1995, quando um aliado do Jamiat, o general uzbeque Abdul Rashid Dostum, mudou de lado, atacou e tomou Herat, e Ismail Khan  teve que fugir para o Irã com 8000 homens.
Dois anos depois, enquanto organizava a oposição ao Talibã na área de Faryab, foi traído e capturado por Abdul Malik, um dos aliados de Dostum.  
Em março de 1999, conseguiu escapar da prisão de Candaar  e foi para o interior do país, onde começou a formar um exército local de mujahidin, francamente apoiado pela população de Herat. Juntou-se à Aliança do Norte - que, em setembro de 2001, tornou-se a Frente Unida Islâmica para a Salvação do Afeganistão - lutando contra o Talibã já durante a invasão do Afeganistão pelos Estados Unidos..  No curso da campanha de outubro-dezembro de 2001, Ismail Khan provocou a insurreição de Herat contra o Talibã, e retomou o controle da província em 12 de novembro. Sob seu governo, a Herat viveu uma certa prosperidade e a influência de Ismail Khan se estendeu a várias outras províncias .
Durante o ano de 2003, Ismail Khan se aproximou abertamente do Irã, país que o apoiara contra o regime talibã.. Em 2004, criticou duramente o governo central, acusando-o de nada fazer para combater o narcotráfico, de não favorecer a criação de empregos e de não se esforçar para atrair indústrias. Defendeu também a eleição de um governo islâmico eleito e independente dos Estados Unidos.. 
O governo central, por sua vez, procurou enfraquecer sua posição, nomeando alguns dos seus adversários para governar as províncias do oeste - como  Azizollah Afzali, nomeado para a província de Badghis  - e demitindo Ismail Khan de suas funções de governador, em setembro de 2004, o que provocou uma insurreição em Herat. Em compensação, foi nomeado Ministro da Energia. Após as eleições da 2009, o Parlamento afegão rejeitou sua recondução ao ministério..